# Тенгеловые пауки
Тенгеловые пауки (лат. Tengellidae) — маленькое семейство восьмиглазых аранеоморфных пауков, насчитывающее всего 37 видов из 8 родов.

## Распространение
В частности это Американские виды и лишь два монотипных рода распространены на Мадагаскаре и в Новой Зеландии.

## Систематика
Род Haurokoa в 2008 году бы переименован в Wiltona.

### Список родов
- Anachemmis Chamberlin, 1919 — США, Мексика
- Calamistrula Dahl, 1901 — Мадагаскар
- Lauricius Simon, 1888 — США, Мексика
- Liocranoides Keyserling, 1881 — США
- Socalchemmis Platnick & Ubick, 2001 — США, Мексика
- Tengella Dahl, 1901 — Южная Америка, Коста-Рика, Мексика
- Titiotus Simon, 1897 — Бразилия, США
- Haurokoa Koçak & Kemal, 2008 — Новая Зеландия